# Championnat d'Ouganda de football 1977
Navigation
Édition précédente Édition suivante
La saison 1977 du Championnat d'Ouganda de football est la huitième édition du championnat de première division ougandais. Quatorze clubs ougandais prennent part au championnat organisé par la fédération. Les équipes rencontrent deux fois leurs adversaires, à domicile et à l'extérieur. Pour la première fois dans l'histoire du championnat, un système de promotion-relégation entre les première et deuxième divisions est mis en place : les deux derniers du classement à l'issue de la saison sont relégués et remplacés par les quatre meilleurs clubs de D2, afin de passer à un championnat à seize équipes.
C'est le Kampala City Council, tenant du titre, qui remporte à nouveau la compétition cette saison après avoir terminé en tête du classement final, avec sept points d'avance sur Simba FC. C'est le second titre de champion d'Ouganda de l'histoire du club.
La fin de saison est marquée par l'exclusion du club d'Express FC de la compétition, à la suite de son implication dans des activités antigouvernementales. Cette mesure ne sera révoquée qu'à l'issue de la saison 1979, après la chute du régime d'Idi Amin Dada.

## Participants
- Maroons FC[1]
- Express FC
- Simba FC
- Kampala City Council
- Lint Marketing Board FC
- Coffee SC
- Police FC
- Kilembe Mines FC
- Nsambya Old Timers FC
- Gangama United
- Lira FC
- NIC FC
- Nytil FC
- Uganda Commercial Bank FC

## Compétition

### Classement
Le classement est établi sur le barème de points classique : victoire à 2 points, match nul à 1, défaite à 0.
| Rang | Équipe                    | Pts | J  | G  | N  | P  | Bp | Bc | Diff |
| ---- | ------------------------- | --- | -- | -- | -- | -- | -- | -- | ---- |
| 1    | Kampala City CouncilT     | 45  | 26 | 21 | 3  | 2  | 74 | 17 | +57  |
| 2    | Simba FCC                 | 38  | 25 | 17 | 4  | 4  | 40 | 17 | +23  |
| 3    | Maroons FC                | 37  | 26 | 16 | 5  | 5  | 65 | 32 | +33  |
| 4    | Coffee SC                 | 31  | 26 | 12 | 7  | 7  | 40 | 29 | +11  |
| 5    | Nsambya Old Timers FC     | 29  | 26 | 12 | 5  | 9  | 37 | 32 | +5   |
| 6    | Lint Marketing Board FC   | 24  | 26 | 10 | 4  | 12 | 24 | 24 | 0    |
| 7    | Kilembe Mines FC          | 24  | 26 | 9  | 6  | 11 | 28 | 33 | -5   |
| 8    | Uganda Commercial Bank FC | 24  | 26 | 10 | 4  | 11 | 28 | 33 | -5   |
| 9    | Police FC                 | 24  | 26 | 8  | 7  | 11 | 30 | 41 | -11  |
| 10   | Lira FC                   | 23  | 24 | 10 | 3  | 11 | 24 | 30 | -6   |
| 11   | NIC FC                    | 20  | 26 | 5  | 10 | 11 | 24 | 30 | -6   |
| 12   | Nytil FC                  | 20  | 26 | 7  | 7  | 12 | 20 | 31 | -11  |
| 13   | Gangama United            | 5   | 26 | 2  | 1  | 23 | 10 | 63 | -53  |
| 14   | Express FC Exclu          |     |    |    |    |    |    |    |      |

|  | Qualification pour la Coupe des clubs champions africains 1978 et la Coupe CECAFA des clubs 1978 |
|  | Qualification pour la Coupe des Coupes 1978                                                      |
|  | Relégation directe en deuxième division                                                          |
|  | Exclusion du championnat à l'issue de la saison                                                  |
|  | T : Tenant du titre C : Vainqueur de la Coupe d'Ouganda                                          |

- Les matchs manquants n'ont apparemment jamais été disputés.

## Bilan de la saison
| Championnat d'Ouganda de football 1977                             |                                 |
| Champion                                                           | Kampala City Council (2e titre) |
| Coupes et trophées                                                 |                                 |
| Vainqueur de la Coupe d'Ouganda 1977                               | Simba FC                        |
| Qualifications continentales                                       |                                 |
| Coupe des clubs champions africains 1978                           | Kampala City Council            |
| Coupe d'Afrique des vainqueurs de coupe de football 1978           | Simba FC                        |
| Coupe CECAFA des clubs 1978                                        | Kampala City Council            |
| Promotions et relégations                                          |                                 |
| Promus en Championnat d'Ouganda de football                        | Nile Breweries FC               |
| Promus en Championnat d'Ouganda de football                        | Black Rhinos FC                 |
| Promus en Championnat d'Ouganda de football                        | Mbarara United                  |
| Promus en Championnat d'Ouganda de football                        | AT Millers FC                   |
| Relégués en Championnat d'Ouganda de football de deuxième division | Gangama United                  |
| Relégués en Championnat d'Ouganda de football de deuxième division | Express FC (exclusion)          |